# Storstockholms släktforskarförening
Storstockholms Släktforskarförening (tidigare Storstockholms Genealogiska Förening) är en släktforskarförening för den som är bosatt i Stockholmsområdet eller forskar om Stockholm. Föreningen bildades 1983.
Föreningens viktigaste uppgift är att hjälpa och inspirera medlemmarna i deras släktforskning. Guida till rätt källor i det ibland snåriga material som finns på arkiv, bibliotek och museer. Läsa och tyda gammal handskrift och ge handledning om digitala forskningskällor.
Programverksamheten är rik och varierande. Forskarträffar på ett flertal bibliotek. Släktforskarhjälp på Stockholms stadsarkiv. Kurser i släktforskning för både nybörjare och erfarna släktforskare och särskilda kurser i Stockholmsforskning och handstilskurser. Föreningen arrangerar intressanta föredrag, tematräffar, studiebesök och utflykter.
En förortsgrupp med självständig verksamhet finns idag i Tyresö-Haninge-Älta.
Föreningen har en medlemstidning "AnRopet" och ger månadsvis ut ett nyhetsbrev (via e-post).